# Hydromanicus paucispinus
Hydromanicus paucispinus är en nattsländeart som beskrevs av Li och Tian 1990. Hydromanicus paucispinus ingår i släktet Hydromanicus och familjen ryssjenattsländor. Inga underarter finns listade i Catalogue of Life.